# دلتا 4

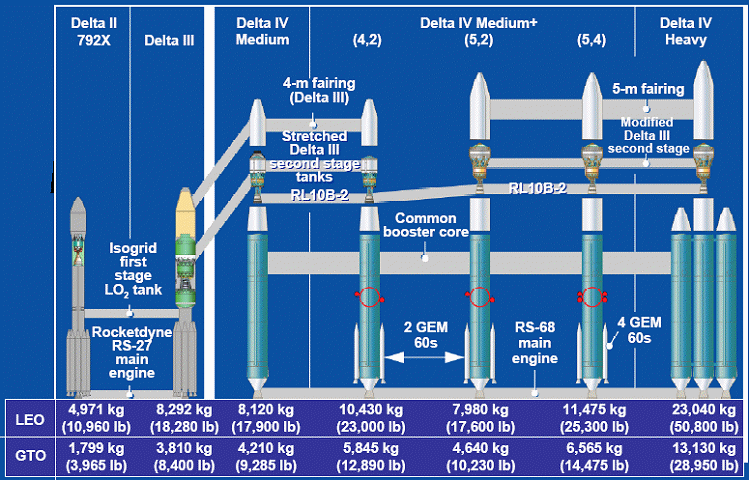
عائلة صواريخ دلتا ، منها بوينغ دلتا 2 ودلتا 3 وأنواع لدلتا 4 الخفيف والمتوسط والثقيل.

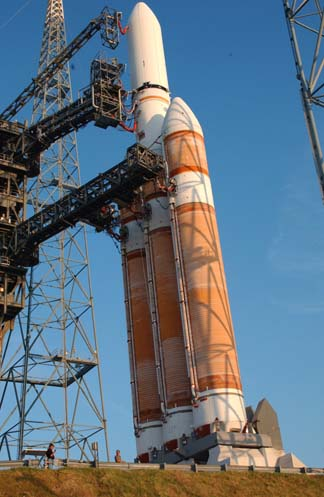
دلتا 4 الثقيل ويتكون من ثلاثة "وحدات تحفيز عامة".

دلتا 4 (بالإنجليزية: Delta IV) هي أحدث عائلة ل صاروخ دلتا التي بدأت الولايات المتحدة إنتاجها عام 1960. ونشأت دلتا 4 في إطار مشروع «صواريخ حاملة متمددة متطورة» Evolved Expandable Launch Vehicles EELV بغرض تزويد القوات الجوية الأمريكية بعدة صواريخ مبنية في هيئة وحدات صاروخية يمكن الاستعاضة بها عن الصواريخ دلتا 2 وأطلس 2 وأطلس 3 وكذلك عن الصاروخ الثقيل تيتان 4. وقامت شركة بوينغ بتطوير عائلة دلتا 4 وهي بذلك منافسة لشركة لوكهيد مارتين التي تقوم في نفس الوقت ببناء الصاروخ أطلس 5 في إطار المشروع
EELV.
بخلاف دلتا 2 ودلتا 3 المبنية على أساس المرحلة الأولى لدلتا 1 (والتي تطورت مع الوقت كثيرا) فقد صممت مرحلة جديدة تماما لدلتا 4 وهي تعمل بمحرك صاروخي أيضا جديد من نوع RS-68 يقوم بصنعها مصنع روكيتداين. وأعطي للمرحلة الأولى اسم «نواة محفز عام» Common Booster Core وهي تشكل أساس جميع أطرزة الصاروخ دلتا 4. وبحسب عدد أنوية التحفيز العامة CBC يتغير طراز دلتا 4 المتوسط و ودلتا 4 الثقيل.
تقدم شركة بوينغ حاليا خمسة طرازات للصاروخ دلتا 4، أربعة منها من التصنيف المتوسط ونوع من التصنيف الثقيل. وقد تم أول إطلاق للصاروخ من التصنيف المتوسط في 20 نوفمبر 2002 وكان أول إقلاع لصاروخ دلتا 4 الثقيل في 21 ديسمبر 2004.

## التقنية

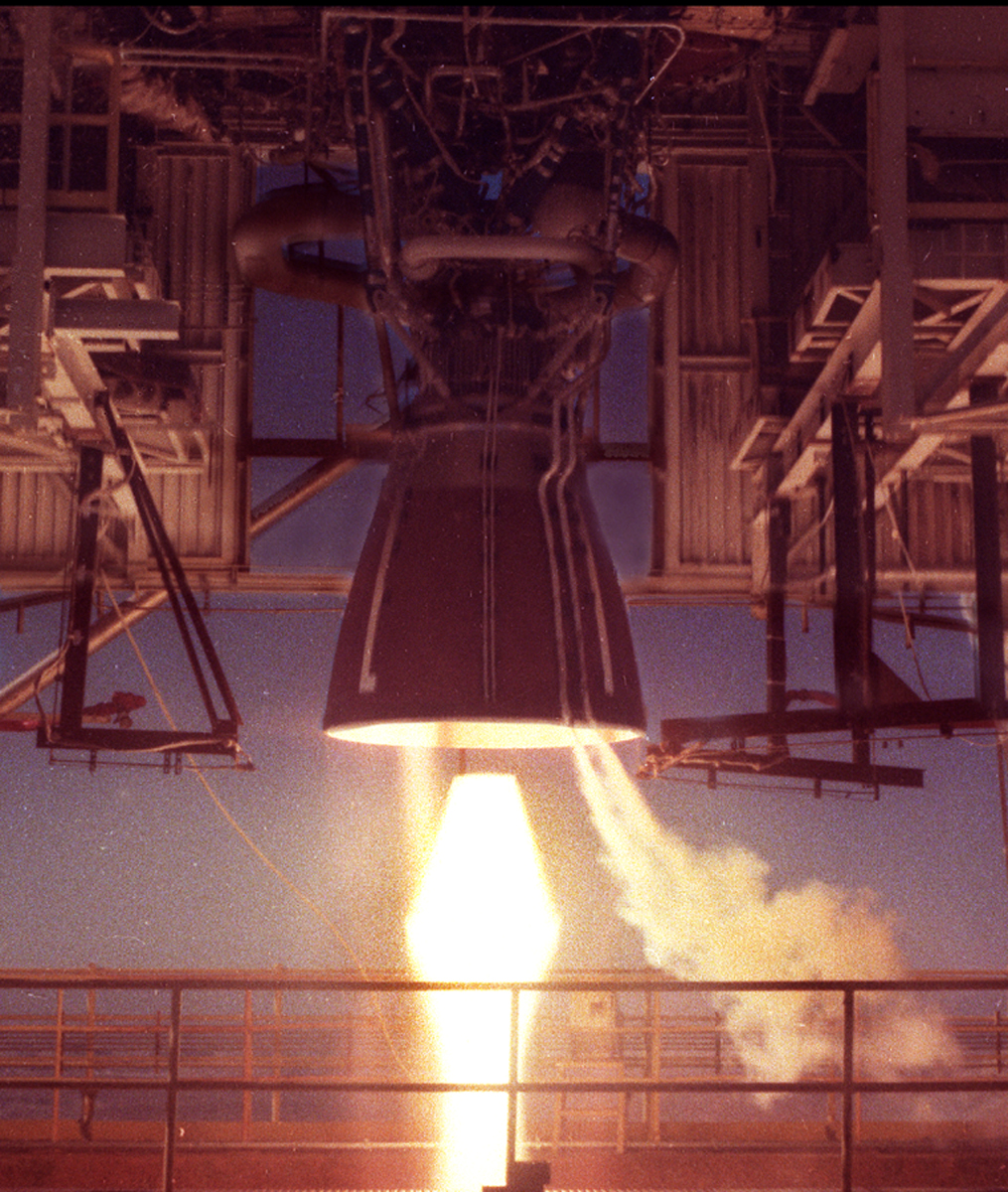
المحرك الصاروخي RS-68 أثناء الاختبار المعملي

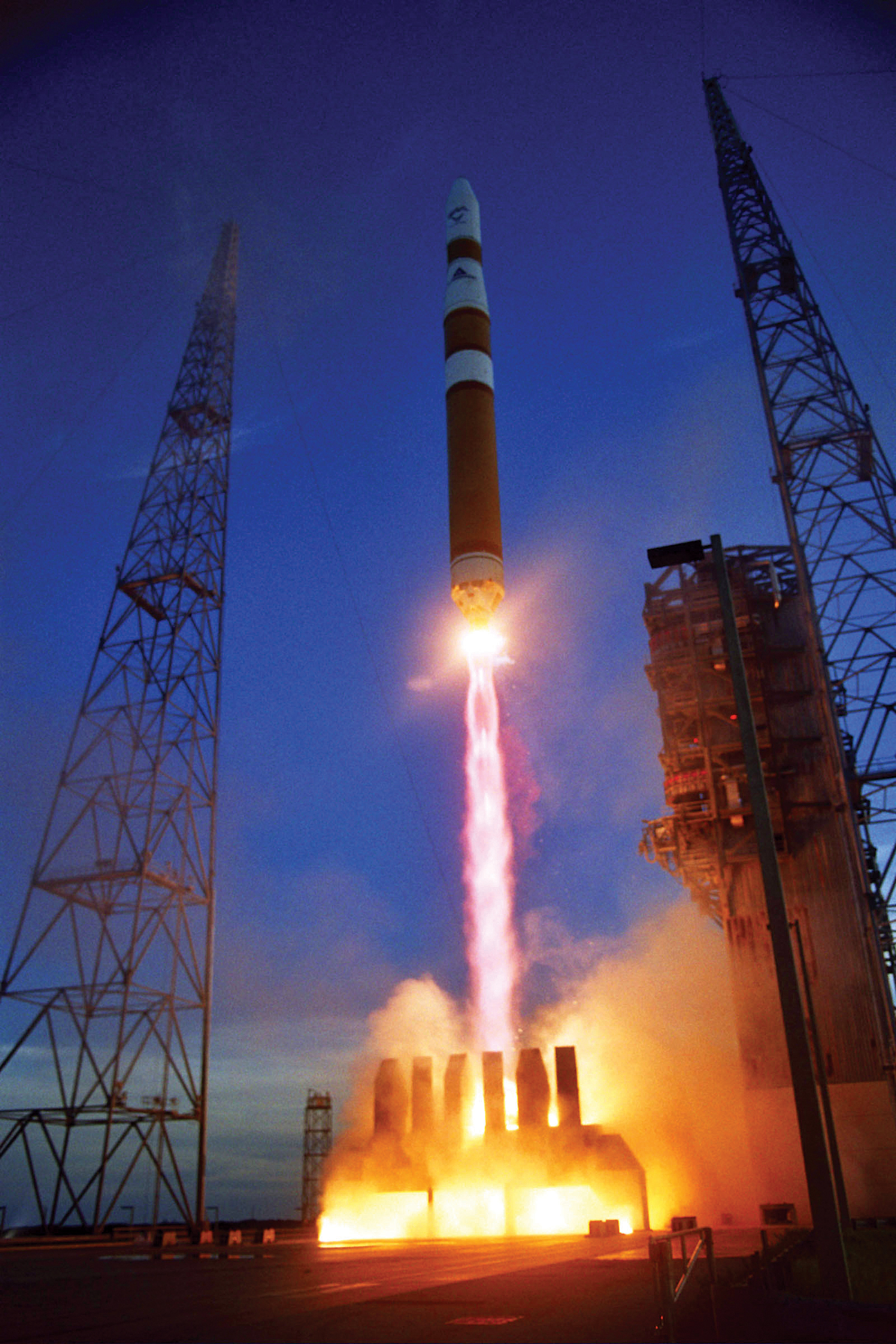

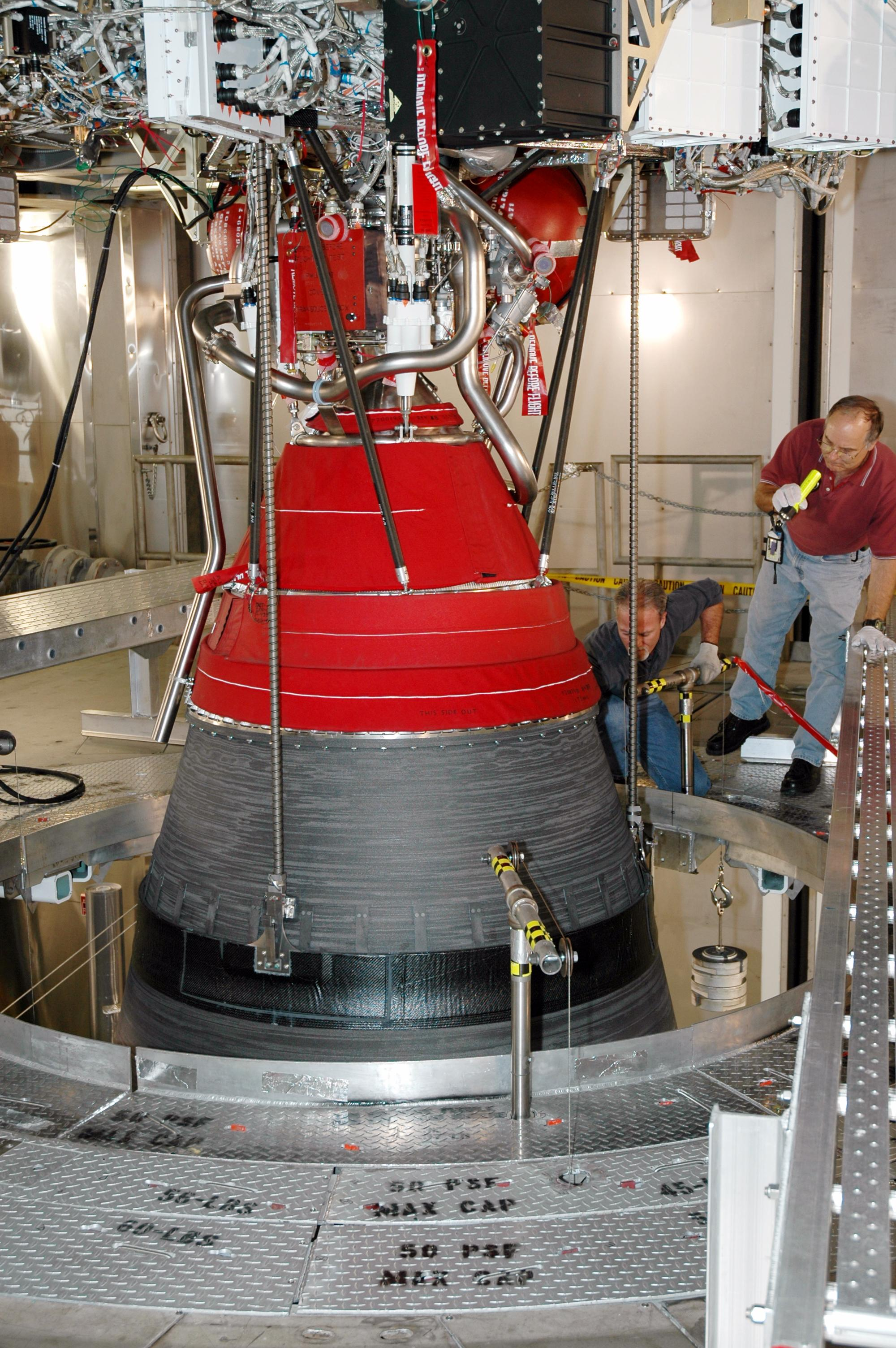
منفث المحرك الصاروخي RL-10B-2 خلال الاختبار، قارن بالصورة أعلاه.

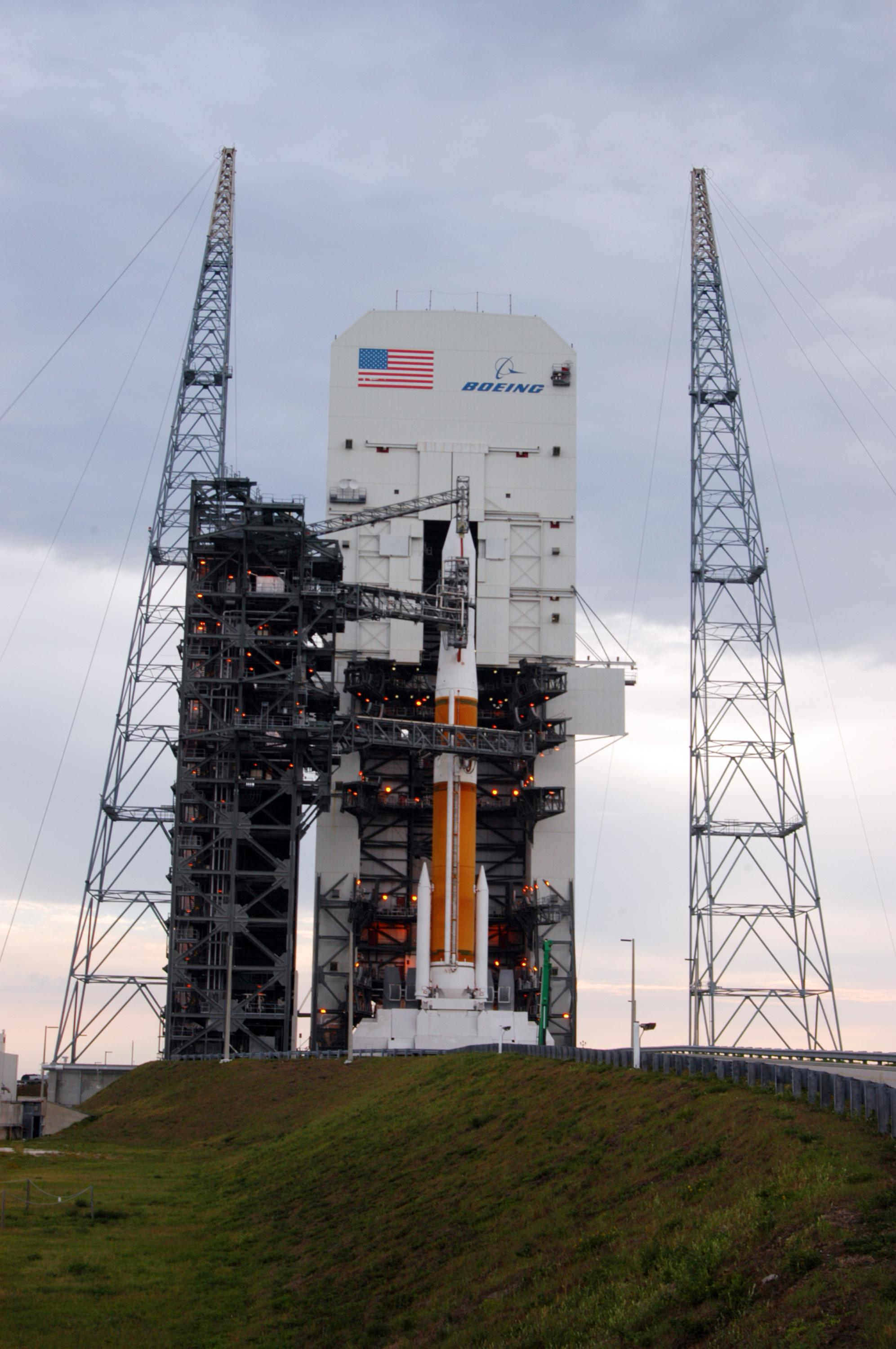
دلتا 4 المتوسط (+ 4,2) على منصة الإقلاع 37 في كيب كانافيرال ويحمل قمرا صناعيا للطقس بغرض توصيله إلى مدار متزامن.

الصاروخ دلتا 4 هو صاروخ ذو مرحلتين تعمل كل واحدة منهما بالوقود القوي المكون من مخلوط الأكسجين السائل والهيدروجين السائل (LOX/LH2). وهو يعتبر الصاروخ الوحيد في العالم يقلع من الأرض بمرحلة أولى بدون مساعدة صواريخ تحفيز تعمل بالوقود الصلب (قارن بصاروخ أريان 5 الأوروبي، وصاروخ H-II الياباني.
وتبين الحسابات أنه من الوجهة النظرية يمكن إطلاق حمولة صغيرة بواسطة المرحلة الأولى من دلتا 4 بدون مساعدة مرحلة ثانية إلى مدار حول الأرض، وبذلك يمكن أن يكون صاروخ حاملا ذو مرحلة واحدة،(إلا أن ذلك لا يكون اقتصاديا).

### المرحلة الرئيسية
المرحلة الرئيسية للصاروخ - وهي نواة تحفيز عامة CBC - هي تصميم جديد بالنسبة لأطرزة دلتا السابقة. وهي تكون أساس طرازات دلتا 4، مع احتواء دلتا 4 الثقيل لثلاثة من وحدة تحفيز عام. ويبلغ ارتفاع وحدة التحفيز العام 9و40 متر وقطرها 88و4 متر وتزن بدون الوقود 5و24 طن. وتحوي المرحلة الأولى خزانا للأكسجين وفوقه خزانا للهيدروجين.
وقد صمم المحرك الصاروخي RS-68 بغرض تبسيط المحرك الرئيسي لمكوك الفضاء بحيث يمكن إنتاجه بتكلفة أقل. وعلى ذلك فلم يلتفت إلى الوصول بكفاءة المحرك إلى درجة قصوى، كما استخدمت طبقة واقية من الحرارة في نفاثة الصاروخ ملتصقة، مما أدى إلى زيادة وزن المحرك، ولكن تكلفة الصاروخ هبطت كثيرا. يزن محرك الصاروخ 6.696 كيلوجرام وله دفع عند القيام من على الأرض نحو 3580 نيوتن. ثانية /كيلوغرام وبالتالي 365 ثانية (في الفراغ 4022 نيوتن ثانية/كيلوجرام أو 410 ثانية)ك صاروخي في العالم يعمل بمخلوط الأكسجين/الهيدروجين. ويمكن تغييرقدرة المحرك بين 60% إلى 102% من القدرة الاسمية للدفع. ويتكلف المحرك RS-68 نحو 14 مليون دولار أمريكي.
وبغرض رفع قدرة الحمل يمكن للمرحلة الأولى أن تعزز بعدة صواريخ من نوع محفز
GEM-60 التي لها طراز أقوى وهو الصاروخ المحفز GEM-46 المستخدم في دلتا 3. صواريخ التحفيز مصنوعة من مادة مركبة ولها نصف قطر يبلغ 55و1 متر ويقوم بصنعها مصنع أليانت تيكسيستيم، وهي تحتوي على نفاثات يمكن تحريكها وهي تقوم على ضبط الطيران للمحرك الرئيسي RS-68.

### المرحلة العليا

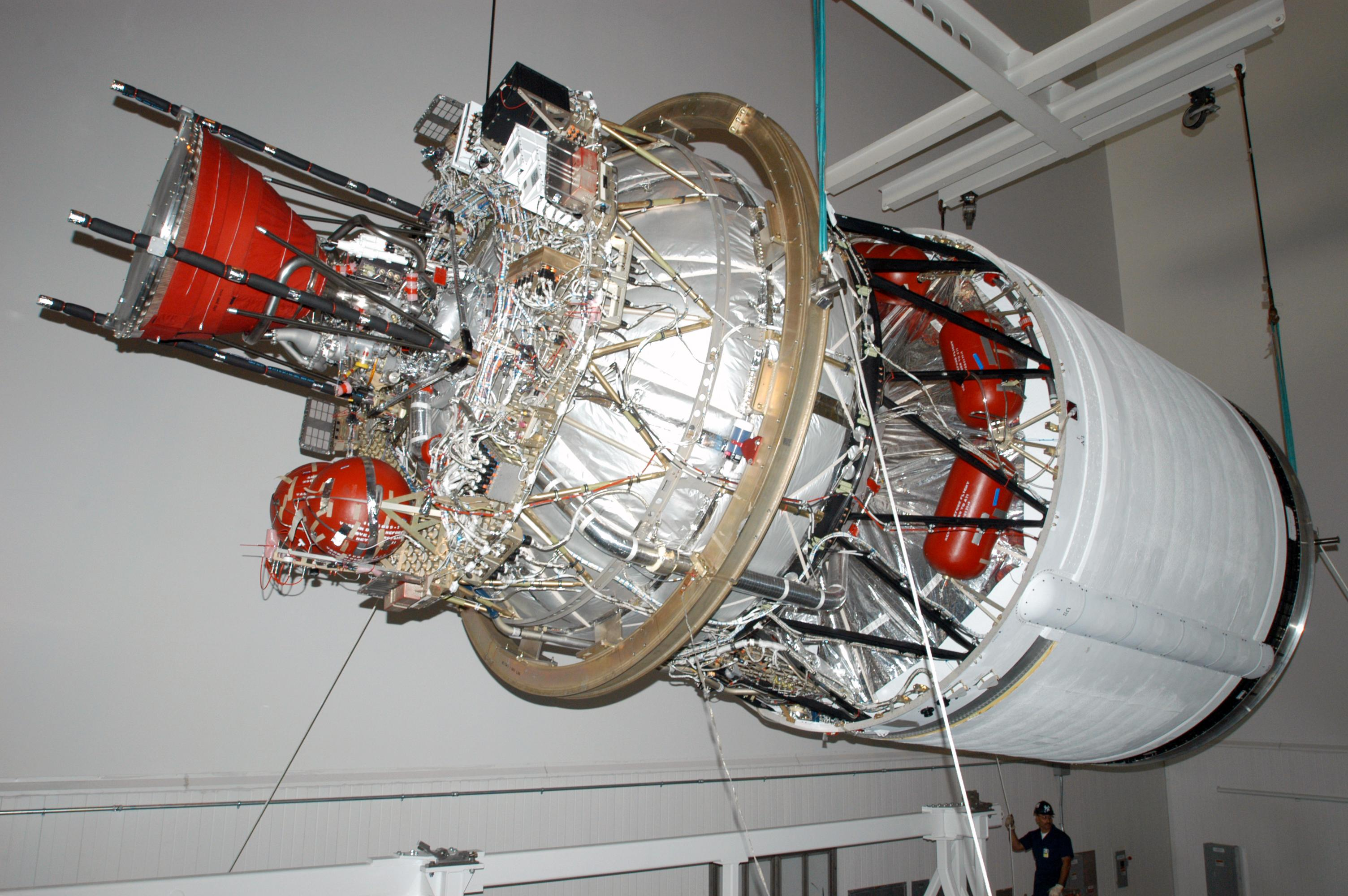
المرحلة الثانية للصاروخ دلتا 4 المتوسط.

طورت المرحلة الثانية للصاروخ دلتا 4 من اختها للصاروخ دلتا 3 وهي تشتغل بمحرك صاروخي من نوع RL-10B-2 من صناعة شركة برات وويتني. ويقدر دفع هذا المحرك نحو 110 كيلو نيوتن وله دفع ذاتي 4.532، وبالتالي مدة اشتعال 462 ثانية، وهو أحد أنواع المحرك RL-10 المستخدم في المرحلة العليا لصاروخ سنتاور، وله منفثات يمكن إخراجها من هيكل الصاروخ وتحريكها. بذلك يسهل تكامل المرحلة الثانية مع المرحلة الأولى، وتقوم النفاثات في نفس الوقت بدعم الدفع بكل كفاءة بعد الانفصال عن المرحلة الأولى.
تصنع المنفثات من مادة مركبة تحتوي على ألياف الكربون وتصنعها شركة سافران بفرنسا. وتختلف تلك المرحلة عن اختها المستخدمة في صاروخ سنتاور بأنها تحافظ على التوازن بدون الاضطرار إلى زيادة في ضغط الوقود مما لا يمكن فعله في حالة سنتاور.
تلك المرحلة تتساوى بالنسبة لجميع أنواع عائلة دلتا 4 وتختلف فقط في قطرها وفي كمية احتوائها للوقود. فيوجد الطراز الصغير منها ويبلغ قطره 4 متر ويزن وقودها نحو 20.410 كيلوجرام ويبلغ زمن اشتعالها 850 ثانية، وأما الطراز الكبير فيزداد طول خزان الأكسجين بمقدار 5و0 متر ويبلغ قطر خزان الهيدروجين 5 متر. يقدر ذلك الطراز على احتواء 27.200 كيلوجرام من الوقود وتسمح باشتعال لمدة 1.125 ثانية.

## البنية التحتية
توجد منصات لإقلاع دلتا 4 في كيب كانافيرال بالقاعدة الجوية وكذلك منصة أخرى في قاعدة فاندنبرج للقوات الجوية الأمريكية. يمكن من قاعدة كيب كانافيرال إطلاق الصاروخ بزاوية ميل مع خط الاستواء من 42° إلى 110° من المنصة 37B وهي المنصة التي كانت قد أعدت خلال الستينيات من القرن الماضي لإطلاق صواريخ ساتورن 1 وساتورن 1ب الغير مأهولة.
ومن قاعدة فاندنبرج يقلع الصاروخ من المنصة SLC-6 والتي كانت قد أعدت لإطلاق صواريخ برنامج «معامل مدارية مأهولة» وكذلك لاستخدامها بعد ذلك لطلعات مكوك الفضاء. من فاندنبرج يمكن إطلاق دلتا 4 بزاوية ميل بين
151° - 210°
ويجري تركيب أجزاء الصاروخ أفقيا في «مبنى التكامل الأفقي» وتقام عموديا قبل الإقلاع بواسطة رافعة المنصة. ثم يجرى تركيب صواريخ تحفيز الإقلاع التي تعمل بالوقود الصلب على الصاروخ الواقف عموديا، وكذلك يتم تركيب الحمولة. يصنع الصاروخ دلتا 4 في ألباما وينقل بالسفينة دلتا مارينر إلى مكان الإقلاع.
وفي 25 يونيو 2003 ظهرت اشاعات عن تجسس بوينغ في دفاتر منافستها لوكهيد مارتين لمعرفة حساباته المالية بالنسبة لإنتاج، مما دعى بتاريخ يوليو 2003 إلى سحب سبعة طلعات لبوينغ وإعطائها إلى لوكهيد مارتين. كما أعطيت شركة لوكهيد مارتين أحقية إقلاع الصواريخ والأقمار الصناعية من قاعدة فاندنبرج.

## برنامج الإقلاع
بدأت إقلاعات دلتا 4 عام 2002 بتوصيل أقمارا صناعية في مختلف المدارات حول الأرض منها القريب ومنها في مدارات متزامنة، من ضمنها 2 أقلاعين حتى الآن تما خلال عام 2011. ويرى برنامج الإقلاعات بدلتا 4 الطلعات الآتية:
الوضع بتاريخ: 25. مايو 2011
| التاريخ والساعة توقيت عالمي منسق | النوع          | رقم الإنتاج | مكان الإقلاع      | الحمولة                    | نوع الحمولة                                   | المدار¹ | ملاحظات |
| -------------------------------- | -------------- | ----------- | ----------------- | -------------------------- | --------------------------------------------- | ------- | ------- |
| 14. يوليو 2011                   | دلتا 4 متوسط   | ?           | كيب كانافيرال     | نظام التموضع العالمي 2 ف-2 | قمر صناعي للملاحة                             | ?       | مخطط    |
| 17. نوفمبر 2011                  | دلتا 4 المتوسط | ?           | كيب كانافيرال     | WGS 4                      | قمر صناعي للاتصلات                            | ?       | مخطط    |
| بداية عام 2012                   | دلتا 4 متوسط   | ?           | كيب كانافيرال 37ب | NROL-15                    | قمر صناعي للتجسس يتبع مكتب الاستخبارات الوطني | ?       | مخطط    |

- ¹ مدار انفصال المرحلة العليا وليس المدار النهائي للقمر الصناعي.

## وصلات خارجية
- United Launch Alliance Delta Product Page
- Boeing's Delta IV Rocket page
- Delta IV information on Gunter's Space Page
- Comparison of Delta IV Heavy with Space Shuttle
- First Vandenberg Delta IV Heavy launch video via EducatedEarth.
- Bates, Jason. Boeing's Delta IV Heavy Gets Ready for its Close-Up, Space News, 2004-12-06.
- Rocketdyne Space Page
- Delta IV page on Astronautix.com

## اقرأ أيضا
- دلتا 2
- فالكون 9
- فالكون 1
- صاروخ حامل
- أنجارا (صاروخ)
- سويوز
- إنرجيا (صاروخ)
- أطلس 5
- ساتورن 5
- أريان 5
- صاروخ تيتان
- ستاندارد ميسايل 3(باليستي حربي)